# Лекони
Лекони (фр. Lekoni) — город в восточной части Габона, на территории провинции Верхнее Огове. Административный центр департамента Плато.

## География
Абсолютная высота — 566 метров над уровнем моря. Город расположен вблизи границы с Республикой Конго, на берегу реки Лекони (приток Огове).

## Население
По данным на 2013 год численность населения составляет 5075 человек.
Динамика численности населения города по годам:
| 1993 | 2013 |
| ---- | ---- |
| 2600 | 5075 |